# Safian

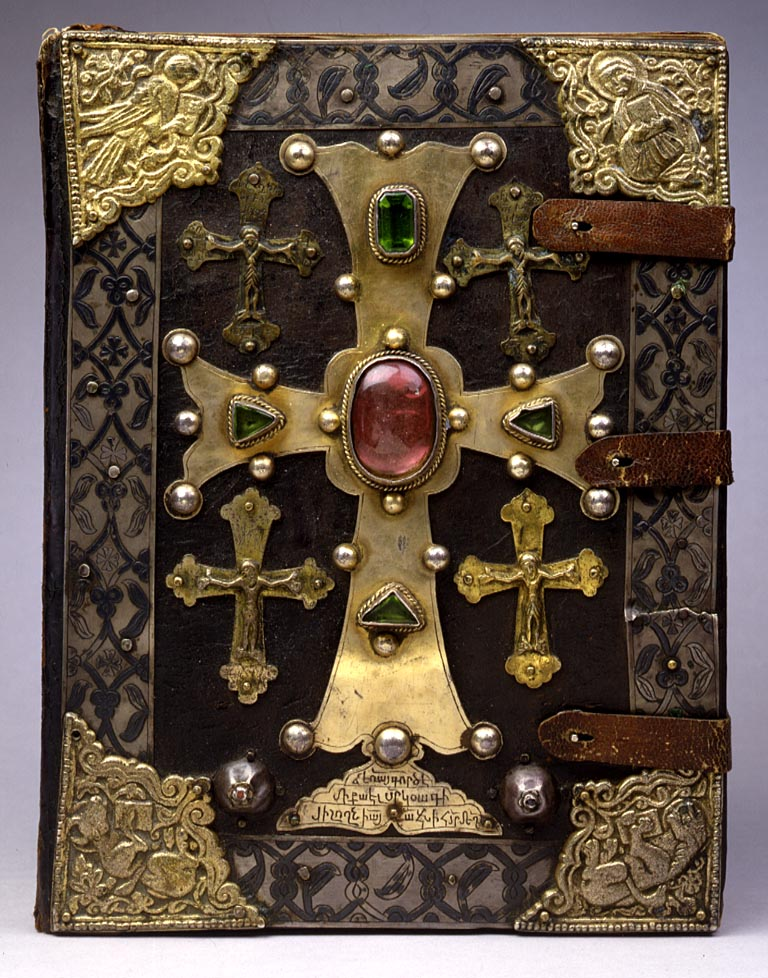
Biblia armeńskiego iluminatora Torosa Roslina, oprawiona w safian.

Safian – cienka i miękka, wyprawiona garbnikami roślinnymi i barwiona skóra koźla lub barania, używana do oprawiania książek, w produkcji obuwia lub obić mebli itp. Etymologię wyrazu można wywodzić od ros.: safiàn, tur.: sachtijan, perskiego: sächtijān, w którym sächt oznacza mocny.